# DCC1
DCC1‏ (DNA replication and sister chromatid cohesion 1) هوَ بروتين يُشَفر بواسطة جين DCC1 في الإنسان.